# Теорії походження COVID-19
З початку пандемії COVID-19 вчені та уряди намагалися визначити походження вірусу SARS-CoV-2. Більшість вчених погоджуються, що, як і у випадку багатьох інших пандемій в історії людства, цей вірус, ймовірно, походить від вірусу, господарем якого є кажани, який передається людині через іншу тварину в природі або під час торгівлі дикими тваринами, зокрема, на продуктових ринках. Було запропоновано багато інших пояснень, у тому числі кілька теорій змови. Деякі вчені та політики припускають, що SARS-CoV-2 потрапив у навколишнє середовище з лабораторії. Ця теорія не підтверджена доказами.
SARS-CoV-2 має велику генетичну подібність до кількох раніше ідентифікованих коронавірусів кажанів, що свідчить про те, що він перейшов до людини від кажанів. Тривають дослідження щодо того, чи походить SARS-CoV-2 безпосередньо від кажанів чи опосередковано через проміжного хазяїна, такого як панголіни, цивети, землерийки, або єнотовидні собаки. Докази геномної послідовності вказують на те, що перехід SARS-CoV-2 до людей, ймовірно, стався наприкінці 2019 року. Як і у випадку спалаху SARS-CoV у 2002—2004 роках, спроби відстежити конкретне географічне та таксономічне походження SARS-CoV-2 може зайняти роки, а результати його можуть бути непереконливими.
У 2021 році Всесвітня асамблея охорони здоров'я (від імені ВООЗ) замовила дослідження, проведене спільно експертами ВООЗ і китайськими вченими. Дослідження прийшло до висновку, що вірус, швидше за все, мав зоонозне походження від кажанів, можливо, через проміжного господаря. У ньому також зазначено, що лабораторне походження вірусу «дуже малоймовірне». Генеральний директор ВООЗ Тедрос Аданом Гебреїсус разом з урядами різних країн, включаючи США та ЄС, відповів на звіт про дослідження 2021 року, заявивши, що питання все ще «потребує подальшого розслідування».
У липні 2022 року дві статті, опубліковані в «Science», описали нові епідеміологічні та генетичні докази, які свідчать про те, що пандемія, ймовірно, почалася на оптовому ринку морепродуктів Хуанань, а не походила з лабораторії.

## Сценарії походження
Хоча існує кілька пропонованих пояснень того, як SARS-CoV-2 потрапив у людську популяцію, та розвинувся адаптаційний процес, є вагомі докази та дослідження про те, що найімовірнішим оригінальним резервуаром вірусу для SARS-CoV-2 є підковики, найближчими відомими вірусними родичами є RaTG13 і BANAL-52, взяті з посліду підковиків у провінції Юньнань у Китаї та Феуан у Лаосі відповідно. Еволюційна відстань між SARS-CoV-2 і RaTG13 оцінюється приблизно в 50 років (від 38 до 72 років).

### Зоонозне походження
Кажани є значним резервуаром різноманітних коронавірусів, і у людей виявили антитіла цих вірусів, що свідчить про те, що пряме зараження від кажанів є поширеним явищем. Зоонозна передача вірусу SARS-CoV-2 людям могла відбутися в контексті факторів загострення, які могли зробити такі поширення більш імовірними. Людські контакти з кажанами зросли, оскільки населені пункти поширюються на місця проживання кажанів. Деякі соціальні та екологічні фактори, включаючи зміну клімату, руйнування природних екосистем і торгівлю дикими тваринами, також підвищили ймовірність появи зоонозів. Одне з досліджень, проведене за підтримки Європейського Союзу, виявило, що зміна клімату збільшує ймовірність пандемії, впливаючи на поширення видів кажанів.
Найперші випадки зараження людей SARS-CoV-2 були виявлені в Ухані, але нульового пацієнта так і не виявили. RaTG13 було відібрано у кажанів у шахті в окрузі Моцзян в Юньнані, розташованому приблизно за 1500 км від Уханя, і в провінції Хубей, де розташований Ухань, відносно мало коронавірусів кажанів.

## Сценарії походження
Хоча науковий консенсус полягає в тому, що SARS-CoV-2 походить від вірусів, які живуть у кажанів, точний спосіб, за допомогою якого це сталося, іноді є предметом припущень.

### Холодовий/харчовий ланцюг
Ще один можливим способом потрапляння вірусу в організм людини є шлях через свіжі або заморожені харчові продукти, що називається холодовим/харчовим ланцюгом. Вчені не вважають це ймовірним шляхом потрапляння SARS-CoV-2 у людський організм. Тварина-джерело цього сценарію може бути прямим або проміжним видом, як описано вище. Багато розслідувань було зосереджено навколо оптового ринку морепродуктів в Ухані, на якому була рання група випадків. Хоча в минулому спостерігалися спалахи людських вірусних захворювань, що передаються через їжу, і докази повторного занесення SARS-CoV-2 у Китай через імпортовані заморожені продукти, дослідження не виявили переконливих доказів вірусного зараження в продуктах на ринку Хуанань.

### Теорія витоку з лабораторії
Теорія лабораторного витоку COVID-19 або гіпотеза лабораторного витоку — це ідея про те, що SARS-CoV-2, вірус, який спричинив пандемію коронавірусної хвороби, походить із лабораторії. Це твердження є дуже суперечливим; більшість вчених вважають, що вірус поширився в людській популяції внаслідок природного зоонозу (передача безпосередньо від інфікованої тварини до людини), подібно до спалахів SARS-CoV і MERS-CoV, і узгоджується з перебігом інших пандемій в історії людства. Наявні дані свідчать про те, що носіями вірусу SARS-CoV-2 спочатку були кажани, і він поширився на людей від інфікованих диких тварин, які функціонували як проміжні господарі, з ринку морепродуктів Хуанань в Ухані в грудні 2019 року. Як потенційні проміжні господарі були визначені кілька видів тварин-кандидатів. Немає жодних доказів існування SARS-CoV-2 в будь-якій лабораторії до пандемії, або того, що в будь-якій лабораторії траплялися будь-які підозрілі випадки порушення біозахисту.
Багато запропонованих сценаріїв витоку з лабораторії характерні для теорій змови. Головним з цього для багатьох є недоречна підозра щодо близькості спалаху до вірусологічного інституту, який вивчає коронавіруси, Уханьського інституту вірусології. У більшості великих китайських міст є лабораторії, які вивчають коронавіруси, і спалахи вірусів зазвичай починаються в сільській місцевості, але вперше їх помічають у великих містах. Якщо спалах коронавірусу станеться в Китаї, існує висока ймовірність, що він станеться поблизу великого міста, а отже, поблизу лабораторії, що вивчає коронавіруси. Ідея витоку з уханьської лабораторії також отримала підтримку через секретність проведення заходів проти епідемії китайським урядом. Теорія витоку з лабораторії була описана як расистська та ксенофобська; віра в теорію витоку з лабораторії пов'язана з недовірою до уряду та антикитайськими настроями, і розпалила ці настрої. Вчені з Уханьського інституту вірусології раніше збирали пов'язані з SARS коронавіруси від кажанів у дикій природі, і твердження, що вони також проводили нерозкриту ризиковану роботу з такими вірусами, є центральними для деяких версій ідеї. Деякі версії, зокрема ті, що згадують геномну інженерію, ґрунтуються на дезінформації або спотворенні наукових доказів.

## Розслідування

### Китайський уряд
Перше розслідування, проведене в Китаї, було проведено муніципальною комісією з охорони здоров'я Уханя у відповідь на повідомлення лікарень про випадки пневмонії невідомої етіології, що призвело до закриття оптового ринку морепродуктів Хуанань 1 січня 2020 року для санітарії та дезінфекції. Китайський центр контролю та профілактики захворювань направив на ринок своїх працівників того ж дня, які взяли зразки; проте тварин забрали з ринку до того, як прибули органи охорони здоров'я, то ні однієї тварини не відібрали з ринку, хоча це було б більш переконливим.
У квітні 2020 року Китай запровадив обмеження на публікацію наукових досліджень про новий коронавірус. Розслідування походження вірусу стало більш скрупульозним, і мало бути схвалене офіційними особами центрального уряду Ці обмеження не поширювалися на закордонних учених; зокрема Волтер Єн Ліпкін, американський вчений, працював з групою китайських дослідників під егідою Китайського центру контролю та профілактики захворювань, китайського урядового агентства, щоб виявити походження вірусу. Ліпкін мав давні хороші стосунки з китайськими чиновниками, включаючи колишнього прем'єра уряду Лі Кецяна у зв'язку з його внеском у швидке тестування на SARS у 2003 році.
Ринок живих тварин Хуанань підозрювався як джерело вірусу, оскільки там було багато ранніх випадків хвороби. 31 січня 2021 року група вчених під керівництвом Всесвітньої організації охорони здоров'я відвідала ринок, щоб дослідити походження COVID-19. Ґрунтуючись на наявних доказах, ВООЗ дійшла висновку, що походження вірусу все ще невідоме, а уряд Китаю наполягав на тому, що джерелом не є ринок. Уряд Китаю тривалий час наполягав на тому, що вірус виник за межами Китаю, і до червня 2021 року заперечував, що на ринку Хуанань торгували живими тваринами.
У лютому 2022 року деякі китайські дослідники опублікували препринтний аналіз зразків з ринку Хуанань, та дійшли висновку, що коронавірус у зразках, ймовірно, був занесений людьми, а не тваринами, які продавалися, але пропуски в аналізі викликали питання, а необроблені дані ще не були опубліковані.
4 березня 2023 року були опубліковані дані зі зразків мазків на відділі ринку для живих тварин, або можливо, стався витік цих даних; з попереднього аналізу яких міжнародним дослідницьким співтовариством стверджувалось, що тваринне походження вірусу набагато більш імовірне. Хоча зразки остаточно не доводять, що єнотовидний собака є «відсутньою» проміжною твариною-хазяїном у ланцюзі передачі від кажана до людини, це показує, що звичайні єнотовидні собаки були присутні на ринку Хуанань на час початкового спалаху SARS-CoV-2 у районах, які також були позитивними на РНК SARS-CoV-2, і суттєво посилює цю гіпотезу як проксимальне джерело пандемії.
Спроба цих дослідників співпрацювати з китайськими дослідниками не отримала відповіді, але необроблені дані були видалені з онлайн-бази даних. 14 березня міжнародна група дослідників представила попередній аналіз на зустрічі Наукової консультативної групи Всесвітньої організації охорони здоров'я з питань походження нових патогенів, на якій також були присутні китайські дослідники COVID-19. 16 березня Гао Фу, колишній керівник Китайського центру контролю та профілактики захворювань і провідний автор препринтів у лютому 2022 року, повідомив журналу «Science», що в необроблених даних немає «нічого нового», і відмовився відповідати на запитання про те, чому його дослідницька група видалила їх з бази даних.
17 березня генеральний директор ВООЗ заявив, що дані слід було поширювати за 3 роки до цього, і закликав Китай бути більш прозорим у обміні даними. Були додаткові дані з інших зразків, які ще не були оприлюднені. Технічний керівник ВООЗ щодо COVID-19 Марія ван Керхове закликала негайно оприлюднити ці дані.

### Уряд США

#### Адміністрація Трампа
6 лютого 2020 року директор Управління науково-технічної політики Білого дому звернувся до Національних академій наук, техніки та медицини з проханням скликати зустріч «експертів, генетиків світового рівня, експертів з коронавірусу та еволюційних біологів», щоб «оцінити, які дані, інформація та зразки необхідні для вирішення невідомих питань, щоб зрозуміти еволюційне походження COVID-19 і більш ефективно реагувати як на спалах, так і на будь-яку отриману інформацію».
У квітні 2020 року повідомлялося, що Розвідувальне співтовариство США з'ясовує, чи не походить вірус від випадкового витоку з китайської лабораторії. Ця гіпотеза була однією з кількох можливих, які вивчали дослідники. Міністр оборони США Марк Еспер заявив, що результати розслідування «не дають можливості зробити якийсь висновок». До кінця квітня 2020 року офіс директора національної розвідки заявив, що розвідувальне співтовариство США вважає, що коронавірус не був створений людиною чи генетично модифікований.
Представники США розкритикували «технічне завдання», яке дозволяє китайським вченим провести першу фазу попередніх досліджень. 15 січня 2021 року держсекретар США Майк Помпео заявив, що для сприяння роботі слідчої групи ВООЗ і забезпечення прозорого, ретельного розслідування походження COVID-19 США ділиться новою інформацією, та закликає ВООЗ тиснути на китайський уряд, щоб отримати відповіді на 3 конкретні питання, включаючи захворювання кількох дослідників в Уханьському інституті вірусології восени 2019 року «з симптомами, що відповідають як COVID-19, так і поширеним сезонним захворюванням», дослідження уханського інституту щодо «RaTG13» та «посилення функції», а також зв'язки уханського інституту з Народно-визвольною армією. 18 січня США закликали Китай дозволити групі експертів ВООЗ опитати «наглядачів, колишніх хворих і працівників лабораторії» в місті Ухань, спричинивши докори з боку китайського уряду. Австралія також закликала команду ВООЗ мати доступ до «відповідних даних, інформації та ключових місць».
У секретній доповіді національної лабораторії уряду США Ліверморської національної лабораторії імені Лоуренса від травня 2020 року, зроблено висновок, що гіпотеза про витік вірусу з уханьського інституту «є вірогідною та заслуговує на подальше дослідження», хоча у звіті також зазначається, що вірус міг розвинутися природно, повторюючи консенсус американської розвідувальної спільноти, і не надає жодної гіпотези.

#### Адміністрація Байдена
13 лютого 2021 року Білий дім заявив, що має «глибоке занепокоєння» як щодо того, як було передано висновки ВООЗ, так і щодо процесу, використаного для їх досягнення. Віддзеркалюючи занепокоєння, висловлене адміністрацією Трампа, радник з національної безпеки Джейк Салліван заявив, що дуже важливо, щоб звіт, складений ВООЗ, був незалежним і «не піддавався змінам урядом Китаю». 14 квітня 2021 року директор національної розвідки Евріл Гейнс разом з іншими офіційними особами адміністрації Байдена заявили, що вони не виключають можливість лабораторного витоку як походження вірусу COVID-19.
26 травня 2021 року президент Джо Байден наказав Розвідувальному співтовариству США підготувати звіт протягом 90 днів про те, чи виник вірус COVID-19 в результаті контакту людини з інфікованою твариною чи випадкового витоку з лабораторії, заявивши, що це питання національної безпеки. Співробітники розвідки сказали, що недостатньо доказів, щоб визначити будь-яку гіпотезу більш імовірною. 26 серпня 2021 року Офіс директора національної розвідки оприлюднив незасекречене резюме своїх висновків, головним пунктом якого було те, що звіт залишався непереконливим щодо походження вірусу, а думки розвідувальних служб з цього питання розділилися. У доповіді також зроблено висновок, що вірус, швидше за все, не був створений за допомогою генної інженерії, і що Китай не знав про вірус наперед до спалаху. У звіті зроблено висновок, що остаточне визначення походження малоймовірне без співпраці з боку китайського уряду, зазначивши, що відсутність прозорості в їх попередніх діях «частково відображає власну невпевненість уряду Китаю щодо того, куди може призвести розслідування, а також його розчарування тим, що міжнародна спільнота використовує це питання для здійснення політичного тиску на Китай». Речник міністерства закордонних справ Китаю Ван Веньбінь сказав, що звіт американської розвідки є «ненауковим і не викликає довіри».
23 травня 2021 року видання The Wall Street Journal повідомило, що раніше нерозголошений звіт розвідки США зазначав, що троє дослідників з Уханського інституту вірусології у листопаді 2019 року захворіли настільки, що звернулися до лікарні. У повідомленні не уточнювалося, про яку хворобу йдеться. Офіційні особи, знайомі з даними розвідки, розійшлися в думці про те, наскільки вони підтверджують гіпотезу про те, що вірус, відповідальний за COVID-19, походить з лабораторії Уханьського інституту вірусології. У статті зазначалося, що люди в Китаї часто звертаються до лікарні з неускладненими симптомами грипу чи застуди.
Директор лабораторії біобезпеки Уханьського інституту вірусології Юань Чжимін відповів у китайському державному засобі масової інформації «Global Times», що претензії є «безпідставними». Член дослідницької групи ВООЗ Маріон Купманс зазначив кількість грипоподібних захворювань в Уханьському інституті вірусології у 2019 році як «цілком нормальну». Працівники уханського інституту повинні раз у рік здавати зразки сироватки крові. Вірусолог інституту Ши Чженлі сказала в 2020 році, що, виходячи з оцінки цих зразків сироватки, усі співробітники дали негативний результат на антитіла до COVID-19.
Комітет із закордонних справ Палати представників США досліджував походження пандемії, та заслухав секретні брифінги. У серпні 2021 року представники республіканської меншості оприлюднили доповідь, у якій вважали, що причиною пандемії став випадковий витік з лабораторії.
Відродження теорії лабораторної аварії було частково спричинене публікацією в травні 2021 року початку електронного листування між Ентоні Фаучі та іншими вченими, які обговорюють це питання, ще до того, як у березні 2020 року з'явилось навмисне маніпулювання цими фактами.
14 липня 2021 року Комітет Палати представників з науки, космосу та технологій провів перші слухання Конгресу щодо походження вірусу. Білл Фостер, демократ від штату Іллінойс, який головував на слуханнях, сказав, що відсутність прозорості китайського уряду сама по собі не є доказом витоку з лабораторії, та попередив, що відповідей на всі питання може й не бути навіть після того, як адміністрація підготує свій звіт розвідки. Свідки-експерти Стенлі Перлман та Девід Релман представили конгресмену різні запропоновані пояснення походження вірусу та способи проведення подальших розслідувань.
16 липня 2021 року CNN повідомила, що представники адміністрації Байдена вважають теорію про витік вірусу з лабораторії «достовірною» як теорію природного походження. У жовтні 2022 року в проміжному звіті республіканського члена комітету Сенату США було зроблено висновок, що лабораторне походження найбільше ймовірне, а також, згідно з даними «The New York Times», було надано «невеликі нові докази».
У лютому 2023 року міністерство енергетики США оновило свою оцінку походження вірусу, змінивши від «невизначеного» до «низького рівня довіри» на користь витоку з лабораторії. Радник з національної безпеки Білого дому Джейк Салліван відповів на запитання щодо звіту про походження пандемії, сказавши, що «остаточної відповіді досі немає».
28 лютого 2023 року керівник Федерального бюро розслідувань Крістофер Рей заявив, що ФБР вважає, що COVID-19, швидше за все, виник у лабораторії.
20 березня 2023 року було підписано Акт про походження COVID-19 2023 року. 23 червня 2023 року адміністрація Байдена опублікувала свій звіт, як того вимагає закон.

### Всесвітня організація охорони здоров'я
Всесвітня організація охорони здоров'я оголосила, що виявлення походження SARS-CoV-2 є пріоритетом і «необхідним для розуміння того, як почалася пандемія». У травні 2020 року Всесвітня асамблея охорони здоров'я, яка керує Всесвітня організація охорони здоров'я (ВООЗ) прийняла пропозицію, яка закликає до «всебічної, незалежної та неупередженої» вивчення пандемії COVID-19. Рекордні 137 країн, у тому числі Китай, виступили співавторами ініціативи, що дало переважну міжнародну підтримку дослідженню. У середині 2020 року Всесвітня організація охорони здоров'я розпочала переговори з урядом Китаю про проведення офіційного дослідження походження COVID-19.
У листопаді 2020 року ВООЗ опублікувала двоетапний план дослідження. Мета першого етапу полягала в тому, щоб краще зрозуміти, як вірус міг почати циркулювати в Ухані, а другий етап передбачає довгострокові дослідження на основі результатів першого етапу. Генеральний директор ВООЗ Тедрос Аданом Гебреїсус сказав «Ми повинні знати походження цього вірусу, тому що це може допомогти нам запобігти майбутнім спалахам», та додав: «Нема чого приховувати. Ми хочемо знати походження, і все». Він також закликав країни не політизувати процес визначення походження, заявивши, що це лише створить перешкоди для встановлення правди.
У 2021 році Всесвітня асамблея охорони здоров'я (від імені ВООЗ) замовила дослідження, проведене спільно експертами ВООЗ і китайськими вченими. Повторюючи оцінку більшості вірусологів, дослідження прийшло до висновку, що вірус, швидше за все, мав зоонозне походження у кажанів, можливо, через проміжного господаря. У ньому також зазначено, що лабораторне походження вірусу «дуже малоймовірне». У липні 2021 року Цзен Ісінь, заступник голови китайської Національної комісії охорони здоров'я, заявив, що Китай не братиме участі у другому етапі розслідування, засуджуючи рішення продовжити дослідження як «шокуюче» і «зарозуміле». У червні 2022 року другий раунд розслідувань дійшов висновку, що були необхідні додаткові дослідження різних можливих шляхів появи коронавірусу. У відповідь на доповідь ВООЗ за червень 2022 року речник МЗС Китаю Чжао Ліцзянь назвав теорію витоку з лабораторії «брехнею, вигаданою антикитайськими силами в політичних цілях, яка не має нічого спільного з наукою».

#### Фаза 1
Для першого етапу ВООЗ сформувала групу з десяти дослідників, які мають досвід у вірусології, громадському здоров'ї та тваринах, щоб провести ретельне дослідження. Одним із завдань команди було ретроспективно з'ясувати, яких диких тварин продають на місцевих ринках в Ухані. Команда першої фази ВООЗ прибула та пішла на карантин в Ухані у січні 2021 року.
Серед членів команди були Теа Фішер, Джон Вотсон, Маріон Купманс, Домінік Дваєр, Володимир Дедков, Хунг Нгуєн-Вієт, Фабіан Ліндертц, Пітер Дашак, Фараг Ель-Мубашер і Кен Маеда. До групи також увійшли 5 експертів ВООЗ на чолі з Пітером Беном Ембареком, два представники Продовольчої та сільськогосподарської організації та два представники Всесвітньої організації охорони здоров'я тварин.
Включення Пітера Дашака до команди викликало суперечки. Дашак очолює EcoHealth Alliance, некомерційну організацію, яка вивчає поширення інфекції, і вже понад 15 років співпрацює з Ши Чженлі, директором Центру нових інфекційних захворювань Уханьського інституту вірусології. Незважаючи на те, що Дашак добре обізнаний з китайськими лабораторіями та появою захворювань у регіоні, його тісний зв'язок з уханьським інститутом частина оглядачів розглядали як конфлікт інтересів у дослідженні ВООЗ. Коли журналіст BBC News запитав Дашак про його стосунки з Уханьським інститутом вірусології, той сказав: «Ми подаємо наші документи, це все доступно для всіх». Проте групі було відмовлено в доступі до необроблених даних, включаючи список перших пацієнтів, мазків та зразків крові. Групі було дозволено лише кілька годин контрольованого доступу до Уханьського інституту вірусології.

#### Висновки
У лютому 2021 року, після проведення частини свого дослідження, ВООЗ заявила, що ймовірно COVID-19 має зоонозне походження від вірусу, що циркулює серед кажанів, ймовірно, через іншу тварину-носія, і що час передачі людям, ймовірно відбувся в кінці 2019 року.
Китайські та міжнародні експерти, які спільно проводили дослідження, скликане ВООЗ, вважали «вкрай малоймовірним» витік COVID-19 з лабораторії. Команда ВООЗ не знайшла доказів витоку з Уханьського інституту вірусології, а керівник групи Пітер Бен Ембарек заявив, що це «дуже малоймовірно» через протоколи безпеки в інституті. Під час 6передачі на телебаченні з Леслі Шталь Пітер Дашак, інший член команди ВООЗ, описав процес розслідування як низку запитань і відповідей між командою ВООЗ і персоналом лабораторії в Ухані. Шталь прокоментувала, що команда «просто повірила їм на слово», на що Дашак відповів: «Ну, що ще ми можемо зробити? Є межа того, що ви можете зробити, і ми підійшли до цієї межі. Ми запитали їх, те що вони не перевіряли заздалегідь. І відповіді, які вони дали, ми визнали правдоподібними — правильними та переконливими».
Розслідування також показало, що передача від тварин до людей навряд чи відбулася на ринку морепродуктів Хуанань, оскільки інфікування без відомого епідеміологічного зв'язку були підтверджені до спалаху навколо ринку. У повідомленні, яке здивувало деяких іноземних експертів, спільне розслідування дійшло висновку, що рання передача через холодовий ланцюг заморожених продуктів є «можливою».
У березні 2021 року ВООЗ опублікувала письмовий звіт із результатами дослідження. Спільна команда заявила, що існує 4 сценарії переходу:
- пряма зоонозна передача людині (поширення), оцінена як «можлива до ймовірної»
- інтродукція через проміжного хазяїна з подальшим поширенням, оціненим як «ймовірно-дуже ймовірно»
- перехід через (холодний) харчовий ланцюг, оцінена як «можлива»
- перехід внаслідок лабораторного інциденту, оцінена як «надзвичайно малоймовірна»

У звіті згадується, що пряма зоонозна передача людям має прецедент, оскільки більшість сучасних людських коронавірусів походять від тварин. Зоонозна передача також підтримується тим фактом, що «RaTG13» зв'язується з hACE2, хоча відповідність не є найкращою. Дослідницька група відзначила необхідність подальших досліджень, зазначивши, що вони «потенційно підвищать знання та розуміння про коронавірус в усьому світі».

##### Реакції
Генеральний директор ВООЗ Тедрос Аданом Гебреїсус, який не брав безпосередньої участі в розслідуванні, заявив, що готовий направити додаткові місії із залученням експертів-спеціалістів і що потрібні додаткові дослідження. У своїй заяві він сказав: «Деякі пояснення можуть бути більш імовірними, ніж інші, але наразі всі можливості залишаються на столі». Він також сказав: «Ми ще не знайшли джерело вірусу, і ми повинні продовжувати слідувати науці, та не залишити каменя на камені для досягнення мети, як ми це робимо». Тедрос закликав Китай забезпечити «більш своєчасний і повний обмін даними» в рамках майбутніх розслідувань.
Засоби масової інформації відзначали, що хоча було нереалістично очікувати швидких і величезних результатів від звіту, він «пропонував кілька чітких висновків щодо початку пандемії», проте, на думку критиків, «не перевірив офіційну позицію Китаю в деяких частинах звіту», і був «упередженим». Інші вчені високо оцінили те, як у звіті детально описано шляхи, які можуть пролити світло на походження, якщо їх опрацювати пізніше.
Після публікації звіту політики, ведучі ток-шоу, журналісти та деякі вчені висунули непідтверджені заяви про те, що SARS-CoV-2 міг походити з Уханьського інституту вірусології. У Сполучених Штатах заклики розслідувати витік інформації з лабораторії досягли «гарячої фази», підживлюючи агресивну риторику, яка призвела до антипатії до людей азійського походження та залякування вчених. Європейський Союз, США та 13 інших країн розкритикували дослідження, опубліковане ВООЗ, закликаючи до прозорості з боку Китаю та доступу до необроблених даних і оригінальних зразків. Китайські чиновники назвали цю критику спробою політизувати дослідження. Вчені, залучені до розробки доповіді ВООЗ, у тому числі Лян Ваньян, Джон Вотсон і Пітер Дашак, виступилипроти критики та заявили, що доповідь є прикладом співпраці та діалогу, необхідних для успішного продовження розслідування цього питання.
У листі, опублікованому в Science, низка вчених, у тому числі Ральф Барік, стверджували, що гіпотеза випадкового лабораторного витоку не була достатньо досліджена та залишається ймовірною, та вимагає більшої ясності та додаткових даних. Їх лист був розкритикований деякими вірусологами та експертами з охорони здоров'я, які заявили, що «ворожий» і «розділяючий» фокус на уханьський інститут не підтверджується доказами, і може навпаки змусити китайських вчених і владу ділитися даними не більше, а менше.

##### Фаза 2
27 травня 2021 року данський епідеміолог Тіна Фішер виступила в подкасті «This Week in Virology», виступаючи за другу фазу дослідження для перевірки зразків крові на наявність антитіл до COVID-19 у Китаї. Член дослідницької групи, скликаної ВООЗ, Маріон Купманс у тому самому ефірі закликала країни-члени ВООЗ ухвалити рішення щодо другого етапу дослідження, хоча вона також попередила, що перевірка самої лабораторії може бути безрезультатним. На початку липня 2021 року голова ВООЗ з надзвичайних ситуацій Майкл Раян заявив, що остаточні деталі фази 2 опрацьовуються в ході переговорів між ВООЗ та її державами-членами, оскільки ВООЗ діє «на переконання» і не може змусити жодну державу-члена (включаючи Китай) співпрацювати.
У липні 2021 року Китай відхилив запити ВООЗ щодо більшої прозорості, співпраці та доступу до даних у рамках ІІ фази розслідування. 16 липня 2021 року речник міністерства закордонних справ Чжао Ліцзянь заявив, що позиція Китаю полягає в тому, що майбутні розслідування мають проводитися в іншому місці та повинні зосереджуватися на передачі холодовим ланцюгом та на лабораторіях американської армії.
9 червня 2022 року Наукова консультативна група з питань походження нових патогенів, яка була визнана рівноцінною раднику ВООЗ, опублікувала свій перший попередній звіт. У цьому звіті узагальнено наявні результати та рекомендовано провести подальші дослідження можливих шляхів появи COVID-19.

### Робоча група комісіїThe Lancetщодо COVID-19
У листопаді 2020 року Річард Гортон, редактор The Lancet, призначив економіста Джеффрі Сакса головою комісії з COVID-19 із багатьма завданнями, пов'язаними з вірусом і пандемією. Сакс створив низку робочих груп, у тому числі одну з питань походження вірусу. Сакс призначив Пітера Дашака, свого колегу з Колумбійського університету, очолити цю робочу групу через два тижні після того, як адміністрація Трампа достроково припинила надання федерального гранту на підтримку проєкту «EcoHealth Alliance», очолюваного Дашаком, який працював з Уханьським інститутом вірусології. Це призначення було розкритиковане як створення конфлікту інтересів, зокрема, Річардом Ебрайтом, біохіміком з Ратґерського університету, який назвав її в National Review «повністю потьомкінською комісією». Дашак заявив, що оперативна група з 12 членів, які малиь досвід у сфері One Health, розслідування спалахів, вірусології, лабораторної біозахисту та екології хвороб. Цільова група планувала проаналізувати наукові відкриття і не планувала відвідувати Китай. Однак, оскільки Сакс все більше схилявся до теорії витоку з лабораторії, він вступив у конфлікт із Дашаком та його оперативною групою. У червні 2021 року «The Lancet» оголосив, що Дашак відмовився від роботи в групі. 25 вересня 2021 року роботу цільової групи було згорнуто через процедурні проблеми та необхідність розширити сферу її діяльності для вивчення прозорості та державного регулювання ризикованих лабораторних досліджень. Проте вона продовжувала вести свою роботу незалежно.
У вересні 2022 року комісія журналу «Lancet» опублікувала широку доповідь про пандемію, включаючи коментарі щодо походження вірусу під керівництвом голови групи, економіста Джеффрі Сакса. У доповіді припускається, що вірус міг походити з американської лабораторії, ідея, яку Сакс пропагує з кінця 2020 року, зокрема в 2022 році в подкасті теоретика змови проти вакцинації Роберта Ф. Кеннеді-молодшого. Реагуючи на звіт комісії, вірусолог Анджела Расмуссен прокоментувала, що це, можливо, був «один із найганебніших моментів для „The Lancet“ щодо його ролі керівника та лідера в оприлюдненні важливих висновків про науку та медицину». Вірусолог Девід Робертсон сказав, що посилання на участь американської лабораторії є «дикими припущеннями» і що «справді прикро бачити таку потенційно впливову доповідь, який сприяє подальшій дезінформації щодо такої важливої теми».
Цільова група опублікувала власний звіт у жовтні 2022 року, заявивши, що вони дійшли висновку про наявність «переконливих» доказів природного поширення, але вони також визнали можливість витоку з лабораторії.

### Незалежні розслідування
У червні 2021 року Національний інститут охорони здоров'я США повідомив, що набір даних про послідовності було видалено з архіву зчитування послідовностей (SRA) у червні 2020 року. Видалення було виконано відповідно до стандартної практики на запит дослідників, які володіли правами на послідовності, з обґрунтуванням дослідників, що послідовності будуть передані в іншу базу даних. Згодом дослідники опублікували статтю в академічному журналі в тому ж місяці, коли їх було видалено з бази даних Національного інституту охорони здоров'я, у якій були детально описані послідовності та обговорено їх еволюційний зв'язок з іншими послідовностями, але не включені необроблені дані. Вірусолог Девід Робертсон сказав, що важко зробити висновок, що це було приховування, а не більш вірогідне пояснення: звичайне видалення даних без службових злочинів. Відсутні дані про генетичну послідовність було відновлено у виправленні, опублікованому 29 липня 2021 року після того, як було зазначено, що це була помилка редагування.
У березні 2023 року міжнародна група експертів з вірусів з Університету Аризони, Науково-дослідного інституту Скріппса та Сіднейського університету виявила генетичні докази того, що COVID-19 міг походити від незаконної торгівлі інфікованими єнотоподібними собаками в Ухані, що підтверджує сценарій зоонозної передачі. Мазки, взяті на оптовому ринку морепродуктів Хуанань у січні 2020 року, які дали позитивний результат на коронавірус, містили велику кількість генетичного матеріалу єнотовидних собак.

### Заклики до міжнародного розслідування
У квітні 2020 року міністр закордонних справ Австралії Меріс Пейн і прем'єр-міністр Австралії Скотт Моррісон закликали до незалежного міжнародного розслідування походження пандемії коронавірусної хвороби. Кілька днів потому після подібного занепокоєння канцлер Німеччини Ангела Меркель також наполягала щодо прозорості Китаю щодо походження коронавірусу, висловлених президентом Франції Емманюелем Макроном. Велика Британія також висловила підтримку розслідуванню, хоча і Франція, і Велика Британія заявили, що пріоритетом на той час була боротьба з вірусом. Деякі експерти з охорони здоров'я також закликали провести незалежну експертизу походження COVID-19, стверджуючи, що ВООЗ не має політичного впливу для проведення такого судово-медичного аналізу.
У травні 2021 року прем'єр-міністр Джастін Трюдо заявив журналістам, що Канада «підтримає заклик США та інших країн краще зрозуміти походження COVID-19». У червні 2021 року на саміті G7 у Корнуолі лідери учасників виступили зі спільною заявою із закликом до нового розслідування, посилаючись на відмову Китаю співпрацювати з певними аспектами початкового дослідження, розпочатого ВООЗ. Цей опір міжнародному тиску був одним із ключових висновків розслідування походження пандемії «Wall Street Journal».
Розбіжності в характері дискусії змусив науковців закликати до зменшення політичного тиску на цю тему. Аналітики охорони здоров'я зауважили, що дебати щодо походження SARS-CoV-2 підживлюють непотрібну конфронтацію, що призводить до залякування та переслідування вчених, а також поглиблює існуючу геополітичну напругу та перешкоджає співпраці в той час, коли така необхідна взаємна співпраця як для боротьби з поточною пандемією, так і для підготовки до таких спалахів у майбутньому. Це відбувалося всупереч вченим, які десятиліттями передбачали такі події: за словами Кеті Вулстон, дослідниці з Технологічного університету Квінсленда, «екологічні чинники пандемій не обговорюються широко». Дебати відбувалися в момент складних глобальних відносин з китайською владою. Дослідники відзначали, що політизація дебатів ускладнювала процес, і що слова часто перекручуються, щоб стати «кормом для теорій змови».
У листі, опублікованому в «The Lancet» у липні 2021 року, зазначено, що атмосфера спекуляцій навколо цього питання не допомагає об'єктивно оцінити ситуацію. У відповідь на цей лист у повідомленні, опублікованому в тому ж журналі, невелика група дослідників виступила проти ідеї, що вчені повинні сприяти єдності, і закликала до відкритості до альтернативних гіпотез. Незважаючи на малоймовірність цієї події, і хоча остаточні відповіді, ймовірно, потребують років досліджень, експерти з біозахисту закликають до перегляду глобальної політики біозахисту, посилаючись на відомі прогалини в його міжнародних стандартах. Ситуація також знову розпалила дискусію щодо експериментів з посилення функції, хоча інтенсивна політична риторика навколо цього питання загрожувала серйозно пошкодити політиці в цій галузі.